# Vivian Motzfeldt
Vivian Motzfeldt, née 10 juin 1972, est une femme politique et enseignante groenlandaise.

## Biographie
Vivian Motzfeldt est originaire du sud du Groenland. Elle participe au séminaire pour enseignants Grønlands Seminarium (groenlandais: Ilinniarfissuaq) de 1994 à 1997, puis obtient une maîtrise en histoire sociale de la culture à l'université du Groenland en 2000.
De 2003 à 2005, elle est enseignante sur le projet garçon/fille. De 2010 à 2014, elle est enseignante à Kujalleq.
En 2014, Vivian Motzfeldt devient membre de l'Inatsisartut du parti Siumut. Elle rejoint la commission de la culture, de l'éducation, de la recherche et de l'Église, ainsi que la commission de la sécurité et des affaires étrangères. En septembre 2016, elle propose de lancer une enquête d'opinion publique sur l'idée de remplacer le danois par l'anglais comme seconde langue enseignée par défaut dans les écoles groenlandaises. Un an plus tard, elle présente ce projet d'intégration de la langue anglaise comme une priorité dans l'accord de coalition groenlandais. Elle déclare que le ministère de l'Éducation du pays a accéléré la venue de professeurs d'anglais au Groenland.
En 2017, elle devient présidente du directoire du Siumut, et présidente de la commission constitutionnelle. Cette commission est chargée de rédiger la nouvelle constitution du pays, mais fait surtout controverse pour les avantages en nature et les salaires de ses membres, dont une résidence pour Vivian Motzfeldt à Nuuk. En 2018, elle orchestre l'ouverture d'un bureau de représentation groenlandaise à Pékin pour renforcer les échanges avec la Chine. Ce rapprochement inquiète Washington qui craint que les futurs projets d'aéroport au Groenland ne reviennent aux entreprises chinoises. Parallèlement, elle approuve la "lettre d'intention" (Letter of intent) des États-Unis qui annonce des investissements militaires et civils sur le territoire groenlandais.
Le 3 octobre 2018, Vivian Metzfoldt est élue présidente de l'Inatsisartut.
Le 12 mars 2025, elle devient la présidente par intérim du parti Siumut, après que son président Erik Jensen ait démissionné suite à de mauvais résultats lors des élections législatives. Le 28 mars, elle devient ministre des affaires étrangères et de la recherche dans le gouvernement de Jens Frederik Nielsen. En juin 2025, elle est candidate à la présidence de plein exercice de Siumut lors du congrès extraordinaire du mouvement, mais perd contre l'ancienne Première ministre Aleqa Hammond, par 19 voix contre 23.

## Vie privée
Vivian Motzfeldt est mariée à l'homme politique Jørgen Wæver Johansen.